# NGC 2575
NGC 2575 is een spiraalvormig sterrenstelsel in het sterrenbeeld Kreeft. Het hemelobject werd op 23 februari 1878 ontdekt door de Franse astronoom Édouard Jean-Marie Stephan.

## Synoniemen
- UGC 4368
- MCG 4-20-40
- ZWG 119.75
- KUG 0819+244
- IRAS08198+2427
- PGC 23501